# ناكسوس

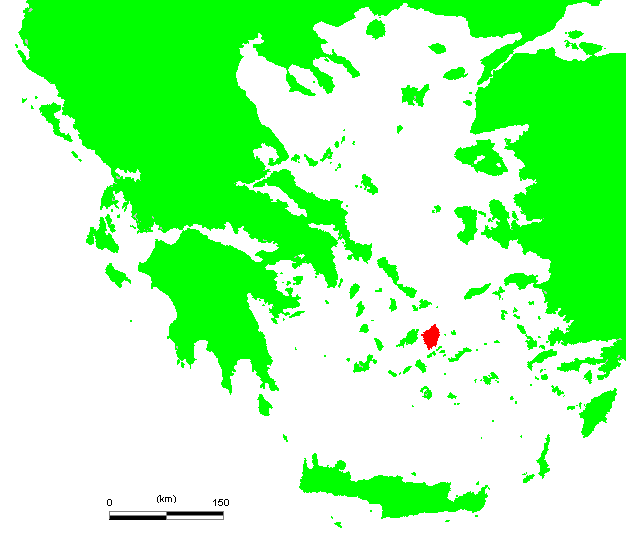
موقع الجزيرة

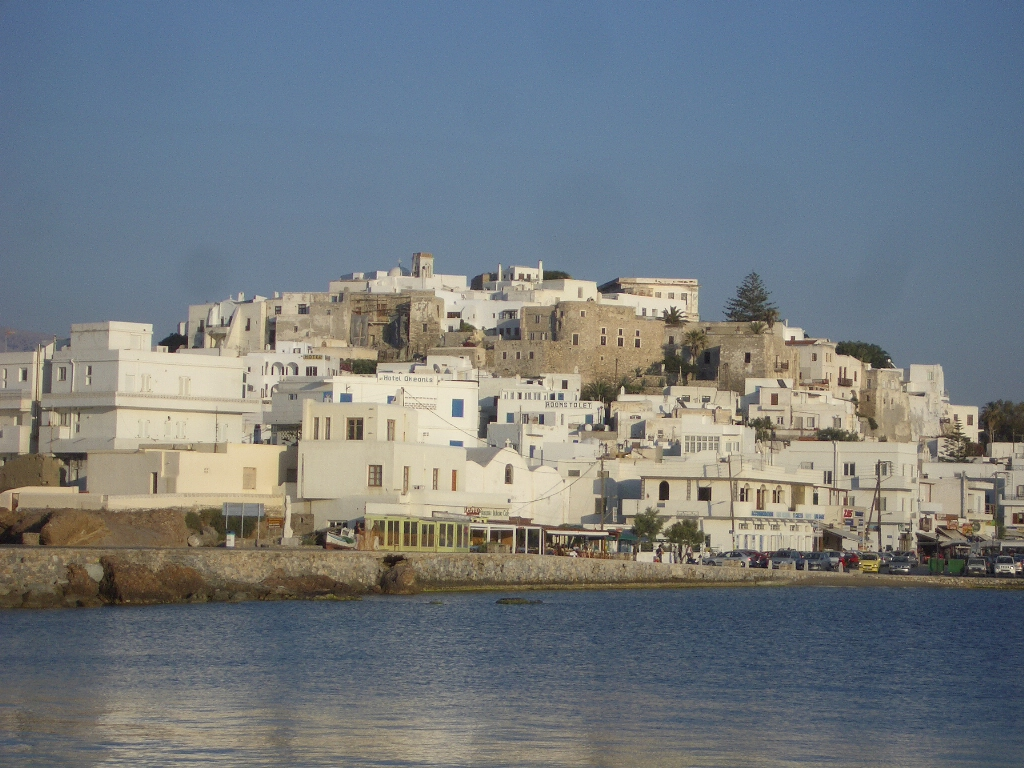
مدينة ناكسوس

ناكسوس (Νάξος) هي جزيرة في كيكلاديس في اليونان.
يبلغ عدد سكانها حوالي 7471 نسمة.
في حكاية مينوتور ترك ثيسيوس زوجته أريادني على هذه الجزيرة وتزوج أختها فايدرا، بينما أتى ديونيسوس وتزوج أريادني.

## المناخ
يظهر الجدول التالي التغييرات المناخية على مدار السنة لناكسوس:
| البيانات المناخية لـناكسوس         | البيانات المناخية لـناكسوس | البيانات المناخية لـناكسوس | البيانات المناخية لـناكسوس | البيانات المناخية لـناكسوس | البيانات المناخية لـناكسوس | البيانات المناخية لـناكسوس | البيانات المناخية لـناكسوس | البيانات المناخية لـناكسوس | البيانات المناخية لـناكسوس | البيانات المناخية لـناكسوس | البيانات المناخية لـناكسوس | البيانات المناخية لـناكسوس | البيانات المناخية لـناكسوس |
| الشهر                              | يناير                      | فبراير                     | مارس                       | أبريل                      | مايو                       | يونيو                      | يوليو                      | أغسطس                      | سبتمبر                     | أكتوبر                     | نوفمبر                     | ديسمبر                     | المعدل السنوي              |
| ---------------------------------- | -------------------------- | -------------------------- | -------------------------- | -------------------------- | -------------------------- | -------------------------- | -------------------------- | -------------------------- | -------------------------- | -------------------------- | -------------------------- | -------------------------- | -------------------------- |
| الدرجة القصوى °م (°ف)              | 22.2 (72.0)                | 22.3 (72.1)                | 25.4 (77.7)                | 30.5 (86.9)                | 33.6 (92.5)                | 36.2 (97.2)                | 37.4 (99.3)                | 34.0 (93.2)                | 33.0 (91.4)                | 30.8 (87.4)                | 28.8 (83.8)                | 24.0 (75.2)                | 37.4 (99.3)                |
| متوسط درجة الحرارة الكبرى °م (°ف)  | 14.3 (57.7)                | 14.4 (57.9)                | 15.7 (60.3)                | 18.6 (65.5)                | 21.9 (71.4)                | 25.7 (78.3)                | 26.6 (79.9)                | 26.2 (79.2)                | 24.6 (76.3)                | 21.4 (70.5)                | 18.6 (65.5)                | 15.8 (60.4)                | 20.3 (68.5)                |
| المتوسط اليومي °م (°ف)             | 12.0 (53.6)                | 12.1 (53.8)                | 13.3 (55.9)                | 16.1 (61.0)                | 19.4 (66.9)                | 23.2 (73.8)                | 24.7 (76.5)                | 24.4 (75.9)                | 22.6 (72.7)                | 19.3 (66.7)                | 16.2 (61.2)                | 13.7 (56.7)                | 18.1 (64.6)                |
| متوسط درجة الحرارة الصغرى °م (°ف)  | 9.3 (48.7)                 | 9.3 (48.7)                 | 10.2 (50.4)                | 12.5 (54.5)                | 15.4 (59.7)                | 19.2 (66.6)                | 21.7 (71.1)                | 21.7 (71.1)                | 19.8 (67.6)                | 16.6 (61.9)                | 13.4 (56.1)                | 10.9 (51.6)                | 15.0 (59.0)                |
| أدنى درجة حرارة °م (°ف)            | 0.4 (32.7)                 | −1.0 (30.2)                | 2.0 (35.6)                 | 5.1 (41.2)                 | 7.1 (44.8)                 | 12.0 (53.6)                | 14.8 (58.6)                | 13.6 (56.5)                | 11.2 (52.2)                | 7.2 (45.0)                 | 4.5 (40.1)                 | 2.0 (35.6)                 | −1.0 (30.2)                |
| الهطول مم (إنش)                    | 71.3 (2.81)                | 58.6 (2.31)                | 49.8 (1.96)                | 18.4 (0.72)                | 9.8 (0.39)                 | 2.8 (0.11)                 | 0.6 (0.02)                 | 2.8 (0.11)                 | 5.7 (0.22)                 | 39.3 (1.55)                | 47.4 (1.87)                | 69.4 (2.73)                | 375.9 (14.80)              |
| متوسط أيام هطول الأمطار (≥ 1.0 mm) | 8.4                        | 7.7                        | 5.7                        | 3.1                        | 1.4                        | 0.5                        | 0.1                        | 0.1                        | 0.6                        | 3.0                        | 5.0                        | 8.6                        | 44.2                       |
| متوسط الرطوبة النسبية (%)          | 72.0                       | 71.2                       | 72.0                       | 69.5                       | 70.7                       | 67.8                       | 68.7                       | 70.2                       | 71.1                       | 73.2                       | 73.8                       | 73.3                       | 71.1                       |
| المصدر: NOAA                       |                            |                            |                            |                            |                            |                            |                            |                            |                            |                            |                            |                            |                            |

## أعلام
- كوستاس مانولاس
- ميكاليس بوليتارتشو
- أرخيلوخوس